# Ginkgoites
Ginkgoites — рід вимерлих рослин, що належать до родини Ginkgoaceae. Скам'янілості цих рослин були знайдені по всьому світу під час тріасового, юрського, крейдяного та палеоценового періодів формування Porcupine Hills в Альберті. Назва була створена як форма роду в 1919 році Альбертом Сьюардом, який заявив: «Я ... пропоную використовувати назву Ginkgoites для листя, яке, як вважається, належить до рослин, загалом ідентичних гінкго, або до дуже близьких типів».